# Лефулон, Патрик
Патри́к Лефуло́н (фр. Patrick Lefoulon; 6 мая 1958, Мант-ла-Жоли) — французский гребец-байдарочник, выступал за сборную Франции в первой половине 1980-х годов. Серебряный призёр летних Олимпийских игр в Лос-Анджелесе, чемпион мира, победитель регат национального и международного значения.

## Биография
Патрик Лефулон родился 6 мая 1958 года в городе Мант-ла-Жоли, департамент Ивелин. Активно заниматься греблей начал в раннем детстве, проходил подготовку в местном спортивном клубе под названием «Мантес».
Первого серьёзного успеха на взрослом международном уровне добился в 1980 году, когда попал в основной состав французской национальной сборной и отправился на летние Олимпийские игры в Москву — несмотря на то что Франция формально бойкотировала эту Олимпиаду, Лефулон всё же выступил на ней под нейтральным олимпийским флагом. Он участвовал в зачёте одиночек на пятистах метрах и в зачёте четвёрок на тысяче метрах, в первом случае дошёл только до стадии полуфиналов, во втором случае пробился в финальную стадию и в решающем заезде финишировал шестым.
После московской Олимпиады Лефулон остался в основном составе гребной команды Франции и продолжил принимать участие в крупнейших международных регатах. Так, в 1982 году он побывал на чемпионате мира в югославском Белграде, откуда привёз награду золотого достоинства, выигранную в двойках на десяти тысячах метров. Благодаря череде удачных выступлений удостоился права защищать честь страны на Олимпийских играх 1984 года в Лос-Анджелесе. Вместе с напарником Бернаром Брежоном завоевал здесь серебряную медаль в зачёте двухместных байдарок на дистанции 1000 метров, уступив в финале лишь экипажу из Канады. Вскоре по окончании этих соревнований принял решение завершить карьеру профессионального спортсмена.